# Job Baster
Job Baster, parfois Hiob Baster (Zierikzee, 2 avril 1711 — 6 mars 1775), est un médecin et naturaliste hollandais qui s'est consacré presque entièrement à l'étude de la médecine et à l'histoire naturelle.

## Biographie
Il étudie et obtient son diplôme de docteur en médecine à Leyde en 1731. Albrecht von Haller juge sa thèse De Osteogenia digne d'une place dans sa collection. Des professeurs comme Herman Boerhaave le forment aux méthodes scientifiques et il apprend à étudier les phénomènes naturels. Après ses études, il visite les hôpitaux et les jardins botaniques de Paris et de Londres, où il se lie d'amitié avec Philip Miller et Hans Sloane. Il s'installe ensuite comme médecin dans sa ville natale de Zierikzee.
En 1738, il devient membre de la Royal Society de Londres sur recommandation de Boerhaave et de Willem's Gravesande. Baster est un scientifique polyvalent : en plus de son travail de médecin, il publie des articles sur la médecine, l'horticulture et la biologie marine dans les Philosophical Transactions of the Royal Society et dans les mémoires de la Société royale des sciences et des humanités de Hollande. Il entretient aussi une grande correspondance avec les principaux biologistes de son temps. En Hollande, il est célèbre pour son introduction du poisson rouge (Kin-Yu) et sa traduction du Dictionnaire des jardiniers (en) de Philip Miller sous le titre Maandelykse tuin-oeffeningen (1767)

### Natuurkundige Uitspanningen
En 1759, il publie son livre le plus célèbre : Natuurkundige Uitspanningen behelzende eenige waarnemingen over sommige zee-planten en zee-insecten (Récits naturels sur certaines observations de certaines plantes et insectes marins). Dans les deux premiers volumes de cet ouvrage, il contribue au débat en cours sur la nature des organismes du fond de la mer : sont-ils simplement des animaux, des plantes ou, comme le pensait Carl von Linné, des zoophytes (animaux-plantes) ? Sa théorie sur ce sujet est, plutôt à juste titre, farouchement contredite par le naturaliste John Ellis. Linné n'en pensait pas non plus grand bien.

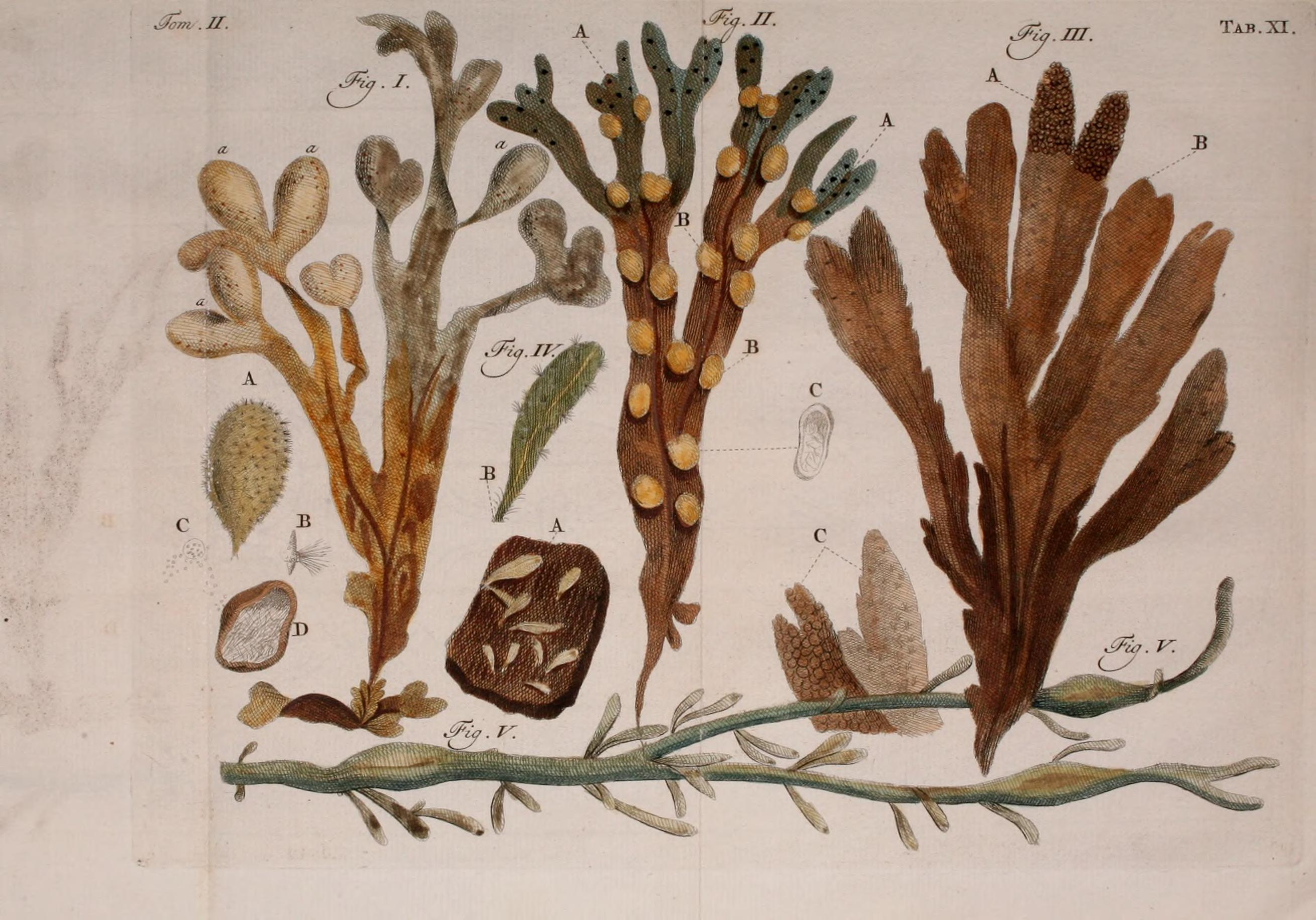
Illustration de la version en latin du Natuurkundige Uitspanningen.

Après ce faux départ, Baster continue à étudier les organismes marins de l'Escaut oriental près de Zierikzee et à travailler sur ce livre magnifiquement illustré sur la faune marine de la côte néerlandaise. Il est le premier auteur à décrire et illustrer les hydropolypes des méduses et les œufs et les larves de nombreuses espèces de mollusques.
En 1765, il doit mettre fin à ses recherches maritimes, car à 53 ans il est devenu aveugle de l'œil gauche.
Son nom est donné à plusieurs espèces de plantes et à la revue de la Société malacologique des Pays-Bas, Basteria (en).